# Capitanía del Río Grande
La capitanía del Río Grande, o del Pará, fue una de las capitanías del Brasil establecidas por el rey Juan III de Portugal durante el período colonial, administrada por João de Barros, historiador lusitano, y Aires da Cunha, y extendiéndose desde la desembocadura del río Jaguaribe al norte, hasta Baía da Traição al sur; tenía por tanto como límite sur a la capitanía de Itamaracá y norte a la capitanía de Ceará, contando con 100 leguas de costa. Básicamente quedaba en el saliente norte pero su borde oeste es blanco de debates académicos; de igual manera su borde sur retrocedió por varias guerras con los franceses.

## Historia
La capitanía del Río Grande constituyó el segundo lote donado a João de Barros y Aires da Cunha. En 1535 los donatarios emprendieron la ocupación de las tierras, acompañado también por Fernão Álvares de Andrade, pero no estuvieron en el territorio de la capitanía, ya que recorrieron el litoral pero siguieron hacia el norte. Dicha empresa fue dirigida al primer lote (la capitanía de Maranhão), debido a las dificultades allí encontradas en 1535, este segundo lote permaneció abandonado.
Prepararon la mayor escuadra particular jamás salida del río Tajo: tenía cinco naos y cinco caravelas, 900 hombres y más de cien caballos. El rey les entregó artillería, municiones y armas retiradas del propio Arsenal Real, por esa razón, muchos son de la opinión de que Aires da Cunha pretendía, además de fundar colonias en el litoral norte, avanzar hacia el Perú por el interior de las tierras. 
La expedición fue un total fracaso, con la muerte de Aires da Cunha. Los portugueses consiguieron fundar el poblado de Nazaré, en donde permanecerían tres años, pero murieron 700 hombres. Los supervivientes se dirigieron hacia las Antillas.
Después del primer intento fracasado de colonización, en 1555 hubo otro también fracasado. La presencia francesa en la costa de la capitanía, junto con grupos indígenas locales, obstaculizó el desarrollo portuguesa en la región. En 1597 ocurrió el tercer intento de colonización de las tierras potiguaras, ordenada por Francisco de Souza, fidalgo lusitano entonces Gobernador General de Brasil, en donde en 1598 se estableció la Fortaleza de los Reyes y, en 1599 sería la ciudad de Natal.
A finales del siglo XVI, ya en el contexto de la dinastía Filipina (1580-1640), para contener la amenaza de los contrabandistas franceses de palo brasil en aquel litoral, Felipe II de España ordenó al capitán Alexandre de Moura, que, con la ayuda del capitão-mor de la capitanía de Paraíba, Feliciano Coelho de Carvalho, siguieran hacia el Río Grande, para establecer una colonia y un fuerte, y dar combate a los franceses, allí asociados con los potiguaras (1597).
La desembocadura del río Potenji fue alcanzada el 25 de diciembre de 1597, por el capitán mayor de la capitanía de Pernambuco, Manuel de Mascarenhas Homem, que allí levantó un primer núcleo defensivo -el embrión de la Fortaleza de la Barra del Río Grande-, preparando el terreno para la futura ciudad de la Natal. Feliciano Coelho de Carvalho se unió a él en abril del año siguiente (1598), y en junio ambos retornaron a Pernambuco, dejando los trabajos de la fortaleza y poblamiento nacientes a cargo de Jerônimo de Albuquerque Maranhão (1548-1618). El 25 de diciembre de 1598 fue inaugurada la Iglesia Matriz de la población fundada a unos tres kilómetros de la barra, que pasó a ser denominada población de Natal.
Entre 1634 y 1654 el territorio de la capitanía fue ocupado por los holandeses. Después la capitanía del Río Grande fue subordinada al gobierno general del Estado del Brasil, estando bajo administración de la capitanía de la Bahía de Todos los Santos hasta 1701, año a partir del cual quedó administrada por  la capitanía de Pernambuco.
Por notificación del 7 de octubre de 1807 la Corona portuguesa pidió al gobernador de Río Grande del Norte, el teniente coronel José Francisco de Paula Cavalcanti de Albuquerque, la información necesaria para defender la capitanía. La respuesta, en una memorando detallado, dio lugar a la construcción de varias fortificaciones ligeras, erigidas el año siguiente (1808), concomitante con la llegada de la familia real portuguesa a Brasil en el contexto de la Guerra Peninsular.
En 1821 pasó a ser la provincia de Río Grande del Norte.